# Польско-японские отношения
Польско-японские отношения — двусторонние дипломатические отношения между Польшей и Японией.

## Дипломатические отношения
Дипломатические отношения между Польшей и Японией были установлены 22 марта 1919 года.
В 1941 году дипломатические отношения между странами были разорваны и возобновлены только в 1957 году.
В настоящее время в столице Польши присутствует японское посольство, посольство Польши располагается в Токио.
Также на территории Японии действуют Генеральное консульство Республики Польша в Хиросиме и Почётное консульство Республики Польша в Кобе.

## Экономические отношения
Экономические и торговые отношения между Польшей и Японией динамично развиваются. В Польше действуют около 300 японских компаний, которые на сегодняшний день создали около 40 000 рабочих мест. Расположение производственных предприятий сосредоточено в особых экономических зонах Польши, преимущественно в Нижнесилезском и Силезском воеводствах. В основном они производят запчасти для автомобилей, электронику, фармацевтические препараты. Несколько японских инвесторов также присутствуют в пищевой промышленности Польши.
Польша имеет торговый дефицит в двусторонней торговле с Японией (около 3,5 млрд евро), но в будущем ожидается увеличение экспорта на основе Соглашения между Европейским союзом и Японией об экономическом партнерстве, которое вступило в силу 1 февраля 2019 года. Соглашение предоставляет экономическим операторам новые торговые и инвестиционные возможности, в частности, за счёт упрощения доступа к рынкам и за счет улучшения правил торговли. Это даёт польским производителям новые возможности, в том числе в агропродовольственном секторе (экспорт молочных продуктов, а также мяса и птицы).

## Совместные проекты
Польские и японские университеты и научные учреждения активно сотрудничают в области науки и технологий. Результатом стали многочисленные проекты, имеющие большое значение в области чистых угольных технологий, медицины, ядерной физики и современных материалов.
В октябре 2013 года было подписано Соглашение о сотрудничестве между польским Национальным центром исследований и разработок (Narodowe Centrum Badań i Rozwoju) и Японским угольным энергетическим Центром (Japan Coal Energy Center, JCOAL) в области угольной энергетики. Целью Соглашения является расширение совместной деятельности в области инновационных разработок, направленных на развитие технологий, связанных с традиционной энергетикой (включая улавливание и хранение углекислого газа, использование передовых материалов в энергетических целях).
Ещё одно соглашение о сотрудничестве в области энергетики ― это Меморандум о взаимопонимании от мая 2017 года, заключенный между польским Национальным центром ядерных исследований и Японским агентством по атомной энергии (Japan Atomic Energy Agency, JAEA).
В рамках соглашений между польскими и японскими высшими учебными заведениями осуществляется активный студенческий обмен, реализуются совместные научно-исследовательские и опытно-конструкторские программы.
Польша и Япония являются членами ОЭСР, благодаря чему документы, подтверждающие получение образования на начальном и среднем уровне, взаимно признаются без необходимости дополнительной сертификации.